# George Tiller
George Tiller (8 août 1941 à Wichita et mort le 31 mai 2009 dans sa ville natale) était un médecin américain. Directeur médical de la clinique d'IVG Women's Health Care Services à Wichita (Kansas).
Il meurt assassiné au cours de l'office de son église luthérienne habituelle le dimanche 31 mai 2009 où il assistait le pasteur. La clinique qu'il dirigeait était la cible d'activistes Pro-life qui mettaient en œuvre plusieurs actions pour la faire fermer. Cette clinique présente la particularité d'être l'une des trois cliniques à pratiquer des IVG "tardifs" aux États-Unis, c'est-à-dire des interventions effectuées alors que le fœtus serait viable en dehors du ventre de la mère. Ces interventions sont légales au Kansas si deux médecins indépendants certifient que la mère risque des problèmes de santé irréversibles lors de l'accouchement.
Avant sa mort, Tiller avait déjà été la cible de violences de la part d'activistes opposés à l'avortement. Il a été blessé par arme le 19 août 1993 devant la clinique par une femme, Shelley Shannon, qui fut condamnée à 11 ans de prison.
George Tiller a été poursuivi par la justice pour la mort d'une jeune femme de 19 ans décédée en 2005 des suites d'une septicémie consécutive à une IVG réalisée dans sa clinique. La justice l'a relaxé des 19 chefs d'accusation.
Le président des États-Unis en exercice, Barack Obama, s'est déclaré « choqué et indigné » (« shocked and outraged ») à l'annonce de l'assassinat en précisant : « Aussi profondes que soient nos divergences entre Américains sur des questions aussi difficiles que l'avortement, elles ne peuvent se résoudre par des actes de violence haineux ».
Le procès de l'assassin, Scott Roeder, qui se dit guidé par Dieu, s'est ouvert le 11 janvier 2010. Le 2 avril 2010, il est condamné à la prison à perpétuité, sans possibilité de libération anticipée avant 50 ans, la peine la plus sévère de l'État du Kansas.